# Fußball-Weltmeisterschaft der Frauen 2003/Gruppe A
Resultate der Gruppe A der Fußball-Weltmeisterschaft der Frauen 2003.
| Pl. | Land      | Sp. | S | U | N | Tore    | Diff. | Punkte |
| --- | --------- | --- | - | - | - | ------- | ----- | ------ |
| 1.  | USA       | 3   | 3 | 0 | 0 | 011:100 | +10   | 09     |
| 2.  | Schweden  | 3   | 2 | 0 | 1 | 005:300 | +2    | 06     |
| 3.  | Nordkorea | 3   | 1 | 0 | 2 | 003:400 | −1    | 03     |
| 4.  | Nigeria   | 3   | 0 | 0 | 3 | 000:110 | −11   | 0      |

## Nigeria – Nordkorea 0:3 (0:1)
| Nigeria                                                      | Nigeria | Nordkorea | Nordkorea |
| ------------------------------------------------------------ | --- | --- | --------- |
| Nigeria                                                      | \| 20. September 2003 in Philadelphia (Lincoln Financial Field) \| \| Zuschauer: 24.347 \| \| Schiedsrichterin: Nicole Petignat ( Schweiz) \| | \| 20. September 2003 in Philadelphia (Lincoln Financial Field) \| \| Zuschauer: 24.347 \| \| Schiedsrichterin: Nicole Petignat ( Schweiz) \|                                                                    | Nordkorea |
| Nigeria                                                      | Precious Dede – Bunmi Kayode, Kikelomo Ajayi, Florence Omagbemi (44. Maureen Mmadu), Ifeanyichukwu Chiejine (85. Onome Ebi), Florence Iweta – Efioanwan Ekpo, Perpetua Nkwocha, Stella Mbachu – Mercy Akide, Nkechi Egbe (46. Patience Avre) Cheftrainer: Samuel Okpodu | Jon Myong-hui – Yun In-sil, Sin Kum-ok, Jang Ok-gyong, Jon Hye-yong – Yun Yong-hui (57. Pak Kyong-sun), O Kum-ran, Ri Un-gyong, Ri Hyang-ok – Ri Kum-suk (81. Ho Sun-hui), Jin Pyol-hui Cheftrainer: Ri Song-gun | Nordkorea |
| Nigeria                                                      | 0:1 Jin Pyol Hui (13.) 0:2 Ri Un Gyong (73.) 0:3 Jin Pyol Hui (88.) | | Nordkorea |
| Nigeria                                                      | Kikelomo Ajayi, Mercy Akide | Ri Hyang Ok, Jon Hye Yong | Nordkorea |
| 20. September 2003 in Philadelphia (Lincoln Financial Field) | | |           |
| Zuschauer: 24.347                                            | | |           |
| Schiedsrichterin: Nicole Petignat ( Schweiz)                 | | |           |

## USA – Schweden 3:1 (2:0)
| USA                                                     | USA | Schweden | Schweden |
| ------------------------------------------------------- | --- | --- | -------- |
| USA                                                     | \| 21. September 2003 in Washington, D.C. (RFK Stadium) \| \| Zuschauer: 34.144 \| \| Schiedsrichterin: Zhang Dongqing ( Volksrepublik China) \| | \| 21. September 2003 in Washington, D.C. (RFK Stadium) \| \| Zuschauer: 34.144 \| \| Schiedsrichterin: Zhang Dongqing ( Volksrepublik China) \| | Schweden |
| USA                                                     | Briana Scurry – Christie Rampone, Joy Fawcett, Brandi Chastain (46. Cat Whitehill), Kate Markgraf – Kristine Lilly, Shannon Boxx, Julie Foudy – Cindy Parlow (70. Aly Wagner), Mia Hamm, Abby Wambach (56. Tiffeny Milbrett) Cheftrainerin: April Heinrichs | Caroline Jönsson – Hanna Marklund, Karolina Westberg, Jane Törnqvist, Sara Larsson – Malin Andersson (77. Anna Sjöström), Therese Sjögran (46. Frida Östberg), Malin Moström, Linda Fagerström – Hanna Ljungberg (83. Josefine Öqvist), Victoria Svensson Cheftrainerin: Marika Domanski-Lyfors | Schweden |
| USA                                                     | 1:0 Kristine Lilly (27.) 2:0 Cindy Parlow (36.) 3:0 Shannon Boxx (78.) | 2:1 Victoria Svensson (58.) | Schweden |
| USA                                                     | Briana Scurry, Aly Wagner | Anna Sjöström | Schweden |
| 21. September 2003 in Washington, D.C. (RFK Stadium)    | | |          |
| Zuschauer: 34.144                                       | | |          |
| Schiedsrichterin: Zhang Dongqing ( Volksrepublik China) | | |          |

## Schweden – Nordkorea 1:0 (1:0)
| Schweden                                                     | Schweden | Nordkorea | Nordkorea |
| ------------------------------------------------------------ | --- | --- | --------- |
| Schweden                                                     | \| 25. September 2003 in Philadelphia (Lincoln Financial Field) \| \| Zuschauer: 31.553 \| \| Schiedsrichterin: Tammy Ogston ( Australien) \| | \| 25. September 2003 in Philadelphia (Lincoln Financial Field) \| \| Zuschauer: 31.553 \| \| Schiedsrichterin: Tammy Ogston ( Australien) \|                                                                                   | Nordkorea |
| Schweden                                                     | Caroline Jönsson – Hanna Marklund, Karolina Westberg, Jane Törnqvist, Sara Larsson, Frida Östberg – Malin Andersson (65. Kristin Bengtsson), Malin Moström, Linda Fagerström (77. Anna Sjöström) – Hanna Ljungberg (86. Josefine Öqvist), Victoria Svensson Cheftrainerin: Marika Domanski-Lyfors | Jon Myong-hui – Ra Mi-ae (62. Song Jong-sun), Sin Kum-ok (55. Yun In-sil), Jang Ok-gyong, Jon Hye-yong – Yun Yong-hui (36. Ho Sun-hui), O Kum-ran, Ri Un-gyong, Ri Hyang-ok – Ri Kum-suk, Jin Pyol-hui Cheftrainer: Ri Song-gun | Nordkorea |
| Schweden                                                     | 1:0 Victoria Svensson (7.) | | Nordkorea |
| Schweden                                                     | Karolina Westberg | Jang Ok Gyong | Nordkorea |
| 25. September 2003 in Philadelphia (Lincoln Financial Field) | | |           |
| Zuschauer: 31.553                                            | | |           |
| Schiedsrichterin: Tammy Ogston ( Australien)                 | | |           |

## USA – Nigeria 5:0 (2:0)
| USA                                                          | USA | Nigeria | Nigeria |
| ------------------------------------------------------------ | --- | --- | ------- |
| USA                                                          | \| 25. September 2003 in Philadelphia (Lincoln Financial Field) \| \| Zuschauer: 31.553 \| \| Schiedsrichterin: Florencia Romano ( Argentinien) \| | \| 25. September 2003 in Philadelphia (Lincoln Financial Field) \| \| Zuschauer: 31.553 \| \| Schiedsrichterin: Florencia Romano ( Argentinien) \|                                                               | Nigeria |
| USA                                                          | Briana Scurry – Kylie Bivens, Joy Fawcett, Cat Whitehill, Kate Markgraf – Kristine Lilly, Shannon Boxx (71. Tiffany Roberts), Julie Foudy, Aly Wagner (46. Abby Wambach) – Cindy Parlow (57. Tiffeny Milbrett), Mia Hamm, Cheftrainerin: April Heinrichs | Precious Dede – Bunmi Kayode, Kikelomo Ajayi, Florence Omagbemi, Ifeanyichukwu Chiejine – Patience Avre, Maureen Mmadu, Nkiru Okosieme, Stella Mbachu, Perpetua Nkwocha – Mercy Akide Cheftrainer: Samuel Okpodu | Nigeria |
| USA                                                          | 1:0 Mia Hamm (6., Elfmeter) 2:0 Mia Hamm (12.) 3:0 Cindy Parlow (47.) 4:0 Abby Wambach (65.) 5:0 Julie Foudy (89., Elfmeter) | | Nigeria |
| USA                                                          | Florence Omagbemi | | Nigeria |
| 25. September 2003 in Philadelphia (Lincoln Financial Field) | | |         |
| Zuschauer: 31.553                                            | | |         |
| Schiedsrichterin: Florencia Romano ( Argentinien)            | | |         |

## Schweden – Nigeria 3:0 (0:0)
| Schweden                                               | Schweden | Nigeria | Nigeria |
| ------------------------------------------------------ | --- | --- | ------- |
| Schweden                                               | \| 28. September 2003 in Columbus (Columbus Crew Stadium) \| \| Zuschauer: 22.828 \| \| Schiedsrichterin: Sonia Denoncourt ( Kanada) \| | \| 28. September 2003 in Columbus (Columbus Crew Stadium) \| \| Zuschauer: 22.828 \| \| Schiedsrichterin: Sonia Denoncourt ( Kanada) \| | Nigeria |
| Schweden                                               | Caroline Jönsson – Hanna Marklund, Karolina Westberg, Kristin Bengtsson (46. Anna Sjöström), Sara Call, Sara Larsson, Frida Östberg – Malin Andersson (66. Therese Sjögran), Malin Moström, – Hanna Ljungberg, Victoria Svensson (85. Josefine Öqvist) Cheftrainerin: Marika Domanski-Lyfors | Precious Dede – Kikelomo Ajayi, Florence Iweta (83. Onome Ebi), Florence Omagbemi, Ifeanyichukwu Chiejine – Patience Avre (89. Yusuf Olaitan), Maureen Mmadu, Nkiru Okosieme (65. Efioanwan Ekpo) Stella Mbachu, Perpetua Nkwocha – Mercy Akide Cheftrainer: Samuel Okpodu | Nigeria |
| Schweden                                               | 1:0 Hanna Ljungberg (56.) 2:0 Hanna Ljungberg (79.) 3:0 Malin Moström (81.) | | Nigeria |
| 28. September 2003 in Columbus (Columbus Crew Stadium) | | |         |
| Zuschauer: 22.828                                      | | |         |
| Schiedsrichterin: Sonia Denoncourt ( Kanada)           | | |         |

## Nordkorea – USA 0:3 (0:1)
| Nordkorea                                              | Nordkorea | USA | USA |
| ------------------------------------------------------ | --- | --- | --- |
| Nordkorea                                              | \| 28. September 2003 in Columbus (Columbus Crew Stadium) \| \| Zuschauer: 22.828 \| \| Schiedsrichterin: Sueli Tortura ( Brasilien) \| | \| 28. September 2003 in Columbus (Columbus Crew Stadium) \| \| Zuschauer: 22.828 \| \| Schiedsrichterin: Sueli Tortura ( Brasilien) \| | USA |
| Nordkorea                                              | Jon Myong-hui – Yun In-sil, Ra Mi-ae, Sin Kum-ok (26. Jon Hye-yong), Jang Ok-gyong, Yun In-sil – Yun Yong-hui (74. Pak Kyong-sun), O Kum-ran (53. Song Jong-sun), Ri Un-gyong, Ri Hyang-ok – Ri Kum-suk, Jin Pyol-hui Cheftrainer: Ri Song-gun | Briana Scurry – Kylie Bivens, Christie Rampone, Joy Fawcett, Kate Markgraf (73. Danielle Slaton), Cat Whitehill, – Kristine Lilly (46. Julie Foudy), Tiffany Roberts, Aly Wagner – Tiffeny Milbrett, Abby Wambach (56. Shannon MacMillan) Cheftrainerin: April Heinrichs | USA |
| Nordkorea                                              | 0:1 Abby Wambach (17., Strafstoß) 0:2 Cat Whitehill (48.) 0:3 Cat Whitehill (66.) | | USA |
| Nordkorea                                              | O Kum Ran, Pak Kyong Sun | Tiffeny Milbrett, Abby Wambach | USA |
| 28. September 2003 in Columbus (Columbus Crew Stadium) | | |     |
| Zuschauer: 22.828                                      | | |     |
| Schiedsrichterin: Sueli Tortura ( Brasilien)           | | |     |